# Scientrier
Scientrier este o comună în departamentul Haute-Savoie din sud-estul Franței. În 2009 avea o populație de 1.036 de locuitori.

## Evoluția populației
| An        | 1975 | 1982 | 1990 | 1999 | 2006 | 2009  |
| --------- | ---- | ---- | ---- | ---- | ---- | ----- |
| Populație | 329  | 403  | 561  | 657  | 929  | 1.036 |